# Брико Роси (Асти)
Брико Роси је насеље у Италији у округу Асти, региону Пијемонт.
Према процени из 2011. у насељу је живело 18 становника. Насеље се налази на надморској висини од 238 м.